# Tomomi Otaka
Tomomi Otaka (jap. 大高友美 Otaka Tomomi; ur. 21 listopada 1976 w Rumoi w prefekturze Hokkaido) – japońska biegaczka narciarska i biathlonistka, jej największym sukcesem w biegach narciarskich jest 10. miejsce w sztafecie na zimowych igrzyskach olimpijskich w 1998, a w biathlonie jest 16. miejsce w sztafecie w czasie zimowych igrzysk olimpijskich w 2006 roku.

## Osiągnięcia

### Igrzyska Olimpijskie
| Rok  | Miejsce                  | IN | SP | PU | MS | RL |
| 2006 | Turyn/Cesana San Sicario | 69 | 69 |    |    | 16 |

### Mistrzostwa Świata
| Rok  | Miejsce    | IN | SP | PU | MS | RL |
| 2004 | Oberhof    | 79 | 25 | 25 |    | 16 |
| 2005 | Hochfilzen | 53 | 67 |    |    | 17 |

IN – bieg indywidualny, SP – sprint, PU – bieg pościgowy, MS – bieg ze startu wspólnego, RL – sztafeta

### Puchar Świata
| Sezon     | Miejsce |
| --------- | ------- |
| 2003/2004 | 64.     |